# Natație la Jocurile Olimpice de vară din 2020 - 4x200 m liber (feminin)
Proba de 4x200 de metri liber feminin de la Jocurile Olimpice de vară din 2020 a avut loc în perioada 28-29 iulie 2021 la Tokyo Aquatics Centre.

## Recorduri
Înaintea acestei competiții, recordurile mondiale și olimpice erau următoarele:
| Record  | Atlet                            | Timp    | Loc                    | Data          |
| ------- | -------------------------------- | ------- | ---------------------- | ------------- |
| Mondial | Australia (AUS)                  | 7:41,50 | Gwangju, Coreea de Sud | 25 iulie 2019 |
| Olimpic | Statele Unite ale Americii (SUA) | 7:42,92 | Londra, Marea Britanie | 1 august 2012 |

## Program
Orele sunt ora Japoniei (UTC+9) 
| Data                    | Oră   | Etapă      |
| ----------------------- | ----- | ---------- |
| Miercuri, 28 iulie 2021 | 20:17 | Calificări |
| Joi, 29 iulie 2021      | 12:31 | Finala     |

## Rezultate

### Calificări
Echipele cu cei mai buni 8 timpi s-au calificat în finală.
| Rank | Heat | Lane | Nation                     | Swimmers | Time    | Notes |
| ---- | ---- | ---- | -------------------------- | --- | ------- | ----- |
| 1    | 2    | 4    | Australia                  | Mollie O'Callaghan (1:55,11) Meg Harris (1:57,01) Brianna Throssell (1:56,46) Tamsin Cook (1:56,03)               | 7:44,61 | C     |
| 2    | 1    | 4    | Statele Unite ale Americii | Bella Sims (1:58,59) Paige Madden (1:55,96) Katie McLaughlin (1:56,02) Brooke Forde (1:57,00)                     | 7:47,57 | C     |
| 3    | 1    | 5    | China                      | Tang Muhan (1:57,29) Zhang Yifan (1:57,63) Dong Jie (1:57,77) Li Bingjie (1:56,29)                                | 7:48,98 | C     |
| 4    | 2    | 5    | Canada                     | Katerine Savard (1:58,18) Rebecca Smith (1:55,99) Mary-Sophie Harvey (1:57,53) Sydney Pickrem (1:59,82)           | 7:51,52 | C     |
| 5    | 2    | 3    | COR                        | Anastasia Guzhenkova (1:57,26) Valeriya Salamatina (1:58,87) Veronika Andrusenko (1:57,77) Anna Egorova (1:58,14) | 7:52,04 | C     |
| 6    | 1    | 3    | Germania                   | Isabel Gose (1:57,29) Leonie Kullmann (1:59,00) Marie Pietruschka (1:58,73) Annika Bruhn (1:57,04)                | 7:52,06 | C     |
| 7    | 1    | 2    | Franța                     | Charlotte Bonnet (1:57,61) Assia Touati (1:58,59) Lucile Tessariol (1:59,39) Margaux Fabre (1:59,46)              | 7:55,05 | C     |
| 8    | 2    | 6    | Ungaria                    | Zsuzsanna Jakabos (1:59,19) Laura Veres (1:57,88) Evelyn Verrasztó (2:00,35) Ajna Késely (1:58,74)                | 7:56,16 | C     |
| 9    | 1    | 6    | Japonia                    | Chihiro Igarashi (1:57,87) Rio Shirai (1:59,94) Nagisa Ikemoto (2:00,25) Aoi Masuda (2:00,33)                     | 7:58,39 |       |
| 10   | 2    | 7    | Brazilia                   | Aline Rodrigues (2:00,15) Larissa Oliveira (2:01,50) Nathalia Almeida (1:59,18) Gabrielle Roncatto (1:58,67)      | 7:59,50 |       |
| 11   | 1    | 1    | Africa de Sud              | Aimee Canny (1:58,41) Rebecca Meder (2:00,53) Duné Coetzee (1:59,75) Erin Gallagher (2:02,87)                     | 8:01,56 |       |
| 12   | 2    | 1    | Noua Zeelandă              | Erika Fairweather (1:57,38) Carina Doyle (2:02,18) Eve Thomas (2:00,75) Ali Galyer (2:05,85)                      | 8:06,16 |       |
| 13   | 1    | 7    | Turcia                     | Viktoriya Zeynep Güneș (2:04,42) Beril Böcekler (2:02,03) Deniz Ertan (2:04,15) Merve Tuncel (2:00,36)            | 8:10,96 |       |
| 14   | 1    | 8    | Coreea de Sud              | Jung Hyun-young (2:01,27) Kim Seo-yeong (1:59,98) Han Da-kyung (2:04,38) An Se-hyeon (2:05,53)                    | 8:11,16 |       |
| 15   | 2    | 2    | Italia                     | Stefania Pirozzi (2:01,64) Anna Chiara Mascolo Giulia Vetrano Federica Pellegrini                                 | DS      |       |
| 15   | 2    | 8    | Hong Kong                  | Stephanie Au Camille Cheng Siobhan Haughey Ho Nam Wai                                                             | NS      |       |

### Finala
| Loc | Culoar | Țară                       | Înotătoare | Timp    | Note               |
| --- | ------ | -------------------------- | --- | ------- | ------------------ |
| 1   | 3      | China                      | Yang Junxuan (1:54,37) Tang Muhan (1:55,00) Zhang Yufei (1:55,66) Li Bingjie (1:55,30)                            | 7:40,33 | Record mondial     |
| 2   | 5      | Statele Unite ale Americii | Allison Schmitt (1:56,34) Paige Madden (1:55,25) Katie McLaughlin (1:55,38) Katie Ledecky (1:53,76)               | 7:40,73 | Record continental |
| 3   | 4      | Australia                  | Ariarne Titmus (1:54,51) Emma McKeon (1:55,31) Madison Wilson (1:55,62) Leah Neale (1:55,85)                      | 7:41,29 | Record continental |
| 4   | 6      | Canada                     | Summer McIntosh (1:55,74) Rebecca Smith (1:57,30) Kayla Sanchez (1:55,59) Penny Oleksiak (1:55,14)                | 7:43,77 | Record național    |
| 5   | 2      | COR                        | Anna Egorova (1:58,22) Valeriya Salamatina (1:58,31) Veronika Andrusenko (1:58,17) Anastasia Guzhenkova (1:57,45) | 7:52,15 |                    |
| 6   | 7      | Germania                   | Isabel Gose (1:58,63) Leonie Kullmann (1:59,19) Marie Pietruschka (1:58,36) Annika Bruhn (1:57,71)                | 7:53,89 |                    |
| 7   | 8      | Ungaria                    | Zsuzsanna Jakabos (1:58,61) Laura Veres (1:59,71) Ajna Késely (1:58,14) Boglárka Kapás (2:00,16)                  | 7:56,62 |                    |
| 8   | 1      | Franța                     | Charlotte Bonnet (1:58,08) Assia Touati (1:58,82) Lucile Tessariol (2:00,86) Margaux Fabre (2:00,39)              | 7:58,15 |                    |